# Hernán del Canto
Hernán Marcelino del Canto Riquelme (Santiago, 21 de enero de 1940-ibíd, 13 de enero de 2013) fue un politólogo, dirigente sindical y político chileno, militante del Partido Socialista de Chile (PS). Se desempeñó como secretario general de Gobierno y ministro del Interior en la administración del presidente Salvador Allende.

## Biografía

### Familia y estudios
Nació en Santiago de Chile el 21 de enero de 1940, hijo de Hernán del Canto Valenzuela y Matilde Riquelme. Realizó sus estudios primarios y secundarios en el Liceo Nocturno Integral N° 7. Fue presidente de la Federación de Estudiantes Vespertinos Nocturnos.
Se casó en Santiago, el 2 de agosto de 1969, con María Angélica Rojas Rodríguez; con quien tuvo dos hijos.

### Carrera política
Ingresó al Partido Socialista de Chile (PS) a los quince años en 1955, desempeñándose como secretario general de la Juventud Socialista (JS) en 1964 y miembro del Comité Central del partido. También fue presidente de los empleados municipales de la comuna de San Miguel y, secretario general juvenil de la Central Única de Trabajadores de Chile (CUT), en 1968. Por último fungió como vicepresidente ejecutivo de la «Caja de Previsión de los Empleados Municipales» y consejero de la Corporación de Fomento de la Producción (Corfo), ambos en 1970.
En julio de 1971 se presentó a la elección complementaria para el cupo dejado por Graciela Lacoste Navarro como diputada por Valparaíso, pero fue derrotado por el demócrata cristiano Óscar Marín Socías, quien contaba con el apoyo del Partido Nacional (PN). Durante el gobierno del presidente Salvador Allende, el 10 de febrero de 1972, fue nombrado como titular del Ministerio del Interior. Paralelamente, entre los días 1 y 8 de abril, ejerció como ministro de Vivienda y Urbanismo, reemplazando en calidad de subrogante al ministro titular, Orlando Cantuarias Zepeda. El 8 de agosto del mismo año, fue aprobada una acusación constitucional en su contra debido a entre otras razones, «impedir la actuación de Carabineros ante hechos delictuales» y «dictar decretos de intervención para predios usurpados», siendo destituido de la cartera de Interior. Tras aquello, el mismo día fue trasladado a la Secretaría General de Gobierno, sirviendo en el puesto hasta el 27 de marzo de 1973.
En el momento del golpe de Estado del 11 de septiembre de ese año, concurrió al Palacio de La Moneda de parte de la dirección del Partido Socialista a colocarse a disposición del presidente y pedirle que aceptase dejar el edificio presidencial para resistir desde un lugar más protegido. La respuesta de Allende fue:

“No voy a salir de La Moneda. Voy a defender mi condición de Presidente, así es que ustedes no deben ni siquiera plantearme esa posibilidad. Sé lo que debo hacer. Al partido hace tiempo que no le importa mi opinión. ¿Por qué me la vienen a pedir en este instante? Dígales a sus compañeros que deben saber lo que tienen que hacer”.

Tras el éxito del golpe de Estado dirigido por el general Augusto Pinochet, salió exiliado a la República de Colombia y después en la República Democrática Alemana, lugar donde estudió ciencia política. Con el retorno a la democracia en 1990 regresó a Chile y fue vicepresidente del PS, en 1997. Falleció la noche del 13 de enero de 2013 a los 72 años.

## Historial electoral

### Elección complementaria de 1971
- Elección de diputado por la Provincia de Valparaíso, 18 de julio de 1971[6]